# Гульбище-І (пам'ятка природи)
Гу́льбище-І — ботанічна пам'ятка природи місцевого значення в Україні. Розташований у межах Чернігівського району Чернігівської області, на південний схід від села Пенязівка.
Площа 3 га. Статус присвоєно згідно з рішенням Чернігівського облвиконкому від 28.08.1989 року № 164. Перебуває у віданні ДП «Чернігівське лісове господарство» (Дроздівське л-во, кв. 12, вид. 3).
Статус присвоєно для збереження ділянки лісового масиву з цінними насадженнями дуба.
Пам'ятка природи розташована в межах ботанічного заказника «Селецьке».